# 白希
白希（1961年12月—），男，满族，辽宁新民人，中华人民共和国政治人物，现任中国科学技术协会科普部部长。中国政法大学法律系法律专业毕业，吉林大学行政学院政治学理论专业博士在职研究生学历。

## 生平
1983年7月参加工作，1985年1月加入中国共产党。历任中国政法大学助教、讲师、副教授，共青团中央学校部处长、副部长、宣传部副部长、维护青少年权益部部长、学校部部长、全国学联秘书长，中共广西壮族自治区党委副秘书长、办公厅副主任等职。
2006年8月，任中共贺州市委副书记兼市委党校校长，2008年8月任代市长，同年9月正式当选。2014年2月，当选来宾市长。
2016年1月，任广西壮族自治区农业厅党组书记，3月任厅长。